# Sincrociclotrone
Il sincrociclotrone è un acceleratore di particelle per particelle cariche ed è una evoluzione del ciclotrone.

## Descrizione
Il nome deriva dal fatto che il campo elettrico che accelera le particelle ha frequenza sincrona alla frequenza di rotazione delle particelle in movimento. Ciò permette di ottenere una accelerazione maggiore poiché il campo accelerante è sempre parallelo alla velocità della particella in moto.
Un'ulteriore evoluzione del sincrociclotrone è il sincrotrone, un acceleratore circolare in cui il raggio è costante e i campi elettrici e magnetici sono variabili.